# Беседка на Розовом поле
Беседка на Розовом поле (Круглая гранитная беседка, беседка у Верхних прудов) — памятник архитектуры, остатки беседки, стоявшей на Розовом поле Екатерининского парка рядом с Пудостским мостом.
В текущем виде — гранитный цоколь. Ранее на нём стояла колоннада из сибирского серого мрамора с куполом. Проект ротонды был создан неизвестным автором в 1789 году. Колонны были установлены на цоколь летом 1793 года, отделка была завершена в 1794 году, после чего на окружающей территории высадили кустарник.
В 1800 году колонны были перевезены в Петергоф.
В процессе переноса списка объектов культурного наследия Санкт-Петербурга из постановления № 1327 «О дальнейшем улучшении дела охраны памятников культуры в РСФСР» (1960 год) в постановление № 527 (2001 год) беседка оказалась перепутана с остатками голубятни на Трифоновой горке (то есть объект охраны «Гранитная (круглая) беседка» получил соответствующий адрес и 1779 год создания). Согласно распоряжению КГИОП № 129-р от 30.03.2018 «Об утверждении предмета охраны объекта культурного наследия федерального значения „Парк“» голубятня и беседка снова числятся как отдельные друг от друга объекты.